# R/V Geomari
R/V Geomari är ett finländskt maringeologiskt forskningsfartyg, som används gemensamt av Geologiska forskningscentralen och Finlands marin.
R/V Geomari är en 20 meter lång och 7,6 meter bred grundgående katamaran i aluminium, som drivs med vattenjet. Hon byggdes av Mobimar Oy i Åbo och blev klar 2003.
Hon används av Geologiska forskningscentralen och Finlands marin för att kartlägga och undersöka havsbotten. Fartyget är byggt för att operera ute till havs inom Finlands territorialvatten och konstruerat med hänsyn till behovet av att kunna kartera också havsområden, som är grunda.
Ombord finns ett våtlaboratorium. Akterdäcket är öppet med lyftkranar och plats för mätinstrument, provtagning och vinschar. 
Fartyget har kojplatser för sex personer.
Det finns ekolod av olika typer och redskap för provtagning av fasta material för geologiska undersökningar av havsbotten.